# بيكولينات الزنك
بيكولينات الزنك (بالإنجليزية: Zinc picolinate)‏ هو ملح الزنك لحمض البيكولينيك الذي يمتلك الصيغة الجزيئية Zn(C6H4O2N)2. استُخدمت بيكولينات الزنك كمكمل غذائي للزنك.